# ミスティアイランド
ミスティアイランド（Misty Island）は、ウィルバート・オードリー牧師の絵本シリーズ「汽車のえほん」を原作とした人形劇シリーズ「きかんしゃトーマス」に登場する架空の島である。ソドー島の南（もしくは南西・南東）に位置すると思われる小さな島だが、詳しい位置や大きさ、歴史などは分かっていない。
名前の由来はその名の通り、霧の深い（misty）島であるため。

## 登場
「きかんしゃトーマス」シリーズは長編第4作「伝説の英雄」からフルCGとなり、第13シリーズと14シリーズの間にあたる長編第5作「ミスティアイランドレスキュー大作戦!!」においてミスティアイランドが登場した。

## 地理
比較的小さな島である。山、川、渓谷などさまざまな場所があり、特に森林が多い。そして何より、非常に霧が深く滅多に晴れない。そのため、距離の近いソドー島でもミスティアイランドを見たことがある者は少なく、海や島に関する道に詳しいソルティーでさえ、島の実態はよく知らなかった。が、海底トンネルでの行き来が可能になってからはソドー島とミスティアイランドとの交流が盛んになった。

## 交通
基本的に交通網は鉄道が発達していて、道路などはほとんどない（人もろくに住んでいない田舎風の島だが、何故か鉄道だけはやたらと発達している）。

### 鉄道
とても鉄道が発達していて、ソドー島にはないような複雑で変わった線路もある。が、それらを誰が作ったのかは不明。
機関車は、バッシュ、ダッシュ、ファーディナンドの3台が在籍している。3台とも薪と油で動く（薪には主にジョビの木を使っている）。この3台は元々本土で働いていたが、真面目に仕事をしないためここへ追いやられた。燃料である油は、定期的に船で運ばれて来るようである。ほとんど無人島なので仕事の必要がなく、機関車は自分の燃料を手に入れる以外は遊んで暮らしている。また、機関車が運んできた荷物を持ち上げるためのクレーンも2台ある。
基本的に他の国・地域との交流はしていないが、ソドー島とは海底トンネルで繋がっている。このトンネルは以前、途中の壁で塞がっていたが、ウィフとパーシーによって破壊され、行き来が自由になった。

## 産業
「鉄道」の項で述べた通り機関車はほとんど仕事をしない。が、ソドー島と交流が始まってからは多少産業も盛んになった。
森林が多く、中でも丈夫なジョビの木（日本とミスティアイランドでしか採れない木）が豊富であり、機関車の燃料にする薪や、建物に使う木材としてなど、使い道も多い。
また、ソドー島と交流が始まってから観光業も盛んになり、他には無い珍しい名所を機関車が案内して回ることも多くなった。

## 主なスポット
ぐらぐら橋 (Shake Shake Bridge)
その名の通りぐらぐらと揺れる橋。脆そうに見えるが実はとても丈夫で、大型機関車も渡ることができる。

## その他
ミスティアイランドの機関車達やその機関士はクリスマスを知らないことが第14シーズンで判明した。そのため、ミスティアイランドにはキリスト教に関する知識があまりないと考えられる。